# トリパンブルー
トリパンブルー（英: Trypan blue）は、染料として使われるアゾ染料である。綿織物の直接染料。生物科学分野では、死組織または死細胞を青色に選択的に染めるための生体染色剤として使われている。
無傷の細胞膜を持つ生細胞または生組織は染色されない。細胞は細胞膜を通過する化合物に非常に選択的であるため、生きている細胞ではトリパンブルーは吸収されない。しかしながら、死細胞ではトリパンブルーは膜を横断する。したがって、死細胞は顕微鏡下で独特の青色として見える。生細胞は染色から排除されるため、この染色法は色素排除法とも呼ばれる。
なお、トルイジンブルーとは異なる。

## 背景および化学
トリパンブルーは、オルトトリジンが持つ2つのアミノ基をジアゾ化した化合物に、それぞれ1分子ずつの1-アミノ-8-ナフトール-3,6-ジスルホン酸（1-amino-8-naphthol-3,6-disulfonic acid）がアゾカップリングした構造をしている。トリパンブルーの名前は眠り病を引き起こす寄生虫であるトリパノソーマを殺すことができることに由来する。トリパンブルーのアナログであるスラミンはトリパノソーマ症に対して薬物治療で使用されている。トリパンブルーはジアミンブルーやナイアガラブルーとも呼ばれる。
トリパンブルーに対するモル吸光係数はメタノール中、607 nmにおいて6⋅104 M−1 cm−1である。
トリパンレッドおよびトリパンブルーはドイツの科学者パウル・エールリヒによって1904年に初めて合成された。

## 使用

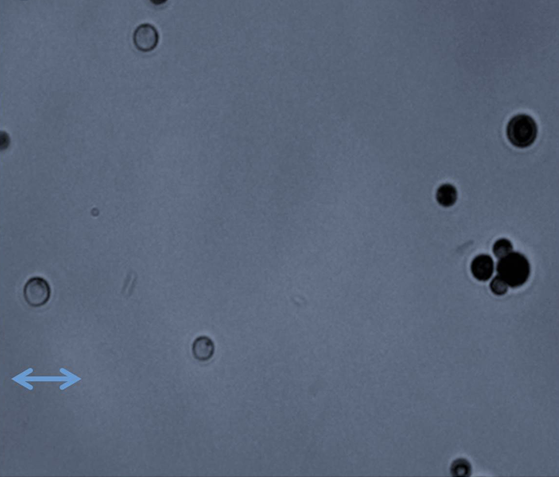
トリパンブルー染色された担子菌酵母クリプトコッカスの細胞の光学顕微鏡画像。生細胞は透明に見え、死細胞は青色に染色されている。両矢印付きバーは10 μmを示す。

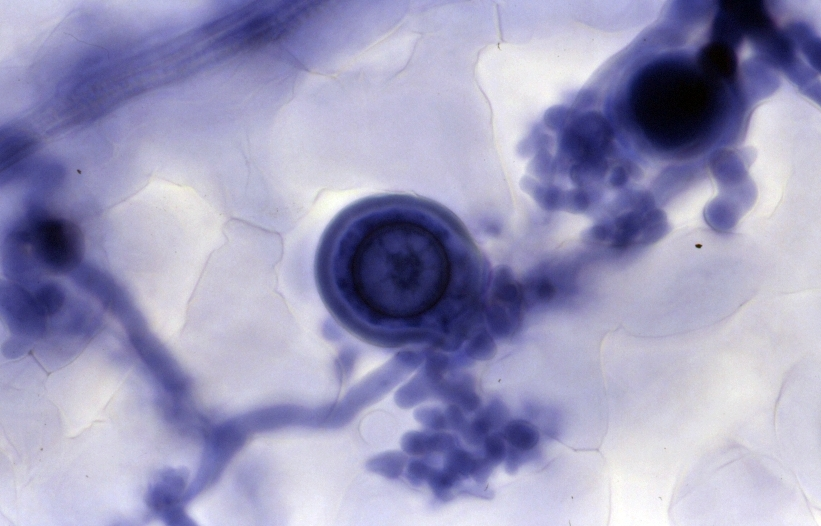
トリパンブルー染色を用いたシロイヌナズナ（Arabidopsis thaliana）の葉内のアブラナべと病菌（Hyaloperonospora parasitica）の光学顕微鏡による観察。

トリパンブルーは（細胞計数のための）顕微鏡検査や組織生存の判断のために実験用マウスで一般的に使われる。この手法は壊死（ネクローシス）した細胞とアポトーシスした細胞を区別することはできない。
トリパンブルーは真菌の菌糸やストラメノパイル類を観察するために使うこともできる。
トリパンブルーは、連続環状嚢切開を形成する前に、成熟白内障が存在する中で視覚化を助けるため、水晶体前嚢を染めるために白内障の手術においても使われる。
20世紀初頭、トリパンブルーの動物への注入で脳と脊髄を除いた全身が染色されるという観察に基づいて、脳を保護する障壁（血液脳関門）の存在が推論された。ただし、この染料は脳瘤といった特定の出生異常の原因となるかもしれない。

## 別称
- Azidine blue 3B
- Benzamine blue 3B
- Benzo Blue bB
- Chlorazol blue 3B
- Diamine blue 3B
- Dianil blue H3G
- Direct blue 14
- Niagara blue 3B